# 2016年塔吉克斯坦憲法公投
2016年塔吉克斯坦憲法公投於塔吉克斯坦當地時間2016年5月22日舉行。此次公投案的主旨為修改《塔吉克斯坦憲法》。
公投案內容包括有：
- 修改憲法65條的總統連任兩期限制。
- 降低總統參選人的年齡限制，由35歲降至30歲。
- 修改憲法第8條，以禁止任何以宗教為號召平台的政黨。

根據塔吉克斯坦中央選舉委員會（Tajik Central Election Commission)的說法，有94.5%的選民投下了贊成票 。

## 投票
根據无国界记者的說法，塔吉克政府已開始封鎖、威脅與恐嚇當地對於公投作報導的獨立媒體 ；但以塞爾蓋·斯羅特金為首的俄羅斯觀察團則稱：「本次公投均在完全合法的情況下舉行。」。
該國為了此次投票，在全國各地設置了超過3,200個投票站，另外也在幾個主要的俄羅斯城市設置了投票所，以供該國的侨民投票。 
投票結果於5月23日公佈。

## 影響
通過後第一條將允許現任塔吉克斯坦总统埃莫马利·拉赫蒙得繼續連任。拉赫蒙的兒子在他此次任期屆滿的2020年為33歲，第二條則可讓其參選。第三條通過，則確保該國的主要反對黨塔吉克斯坦伊斯蘭復興黨持續為非法政黨。該黨已在2015年被宣告為非法政黨。

## 結果
此次公投的問題為：「你是否贊成此次國家的憲法修正案？」 。該國法律規定，只要投票者過半數贊成，公投案即告通過。根據該國中央選舉委員會的資料，約3814000人投下贊成票，佔總投票人數的94.5%，其餘的3.3%為反對票。
| 區分                                           | 票數      | %     |
| ---------------------------------------------- | --------- | ----- |
| 贊成                                           | 3,814,447 | 94.5  |
| 反對                                           | 134,171   | 3.3   |
| 無效/空白票                                    | 89,565    | –     |
| 總計                                           | 4,038,183 | 100   |
| 已登記選民/投票率                              | 4,401,516 | 91.74 |
| 資料來源: 国际文传电讯社（页面存档备份，存于） |           |       |